# Saint-Vincent-sur-Jabron
Saint-Vincent-sur-Jabron là một xã ở tỉnh Alpes-de-Haute-Provence, vùng Provence-Alpes-Côte d’Azur ở đông nam nước Pháp.